# Summerland (Columbia Britannica)
Summerland è una cittadina canadese nel distretto regionale di Okanagan-Similkameen, regione del  South Okanagan, nella provincia della Columbia Britannica. Si trova sulla riva occidentale del lago Okanagan ed è a circa 50 km a sud della città di Kelowna, la prima della regione per dimensioni. È un centro residenziale abitato in prevalenza da persone anziane. 
Fondata nel 1902, Summerland venne riconosciuta come città nel 1906. La sua risorsa principale era il turismo, grazie alla presenza del lago e delle sue bianche spiagge ed alla vicinanza a tre delle più grandi città canadesi: Vancouver, Calgary ed Edmonton. Il turismo lasciò poi il posto alla frutticoltura e questa infine alla coltura della vite per la produzione di vino.